# Þrúðgelmir
En la mitología nórdica, Þrúðgelmir (Thrudgelmir), es un gigante de la escarcha. Era el hijo del gigante primigenio Aurgelmir (al cual Snorri Sturluson en Gylfaginning identifica como Ymir) y padre de Bergelmir. Murió cuando su padre fue asesinado, ahogándose en su sangre. Los únicos supervivientes fueron Bergelmir y su esposa.
Þrúðgelmir aparece en el poema édico Vafþrúðnismál. Cuando Odín pregunta cuál de los Æsir o de los gigantes es el más viejo, Vafþrúðnir responde:
Incontables inviernos antes de que la tierra fuera hecha
nació Bergelmir,
Thrudgelmir fue su padre,
y Aurgelmir su abuelo.

—Vafþrúðnismál (29), Traducción al español de la traducción de Larrington.
Para Rudolf Simek, Þrúðgelmir es idéntico al hijo de seis cabezas que fue engendrado por los pies de Aurgelmir (Vafþrúðnismál, 33). Pero el hecho que (aparte de þulur) es mencionado solo en una fuente, llevó a John Lindow a sugerir que tal vez fue inventado por el poeta.